# Bhaktapur (Distrikt)
Der Distrikt Bhaktapur ist der flächenmäßig kleinste Distrikt in der Verwaltungszone Bagmati in Nepal.
Er hat eine Fläche von 119 km² und 304.651 Einwohner (2011). Verwaltungssitz ist die gleichnamige Stadt Bhaktapur.

## Einwohner
Die folgende Tabelle zeigt die Entwicklung in Bezug auf die Einwohner je Quadratkilometer, die Gesamtzahl der Haushalte in der Stadt und die durchschnittliche Anzahl der Personen je Haushalt.
| Jahr                  | 1971   | 1981     | 1991     | 2001     | 2011     |
| --------------------- | ------ | -------- | -------- | -------- | -------- |
| Einwohner- dichte     | 830,68 | 1.342,58 | 1.453,38 | 1.894,63 | 2.560,09 |
| Anzahl Haushalte      | 18.908 | 25.047   | 28.160   | 41.253   | 68.636   |
| Einwohner je Haushalt | 5,83   | 6,38     | 6,14     | 5,47     | 4,44     |

## Verwaltungsgliederung
Im Distrikt Bhaktapur liegen folgende Städte:
- Anantalingeshwar
- Bhaktapur
- Changunarayan
- Madhyapur Thimi
- Mahamanjushri-Nagarkot
- Suryabinayak

Sämtliche Village Development Committees im Distrikt Bhaktapur wurden im Rahmen der Gemeindereform Ende 2014 zu neugegründete Städte zusammengefasst.